# الکلیسم

مهم ترین اثرات طولانی مدت احتمالی اتانول که یکی از اجزای تشکیل دهنده نوشیدنی‌های الکلس است. مصرف الکل توسط مادران باردار ممکن است منجر به اختلالات طیف الکل جنین شود.

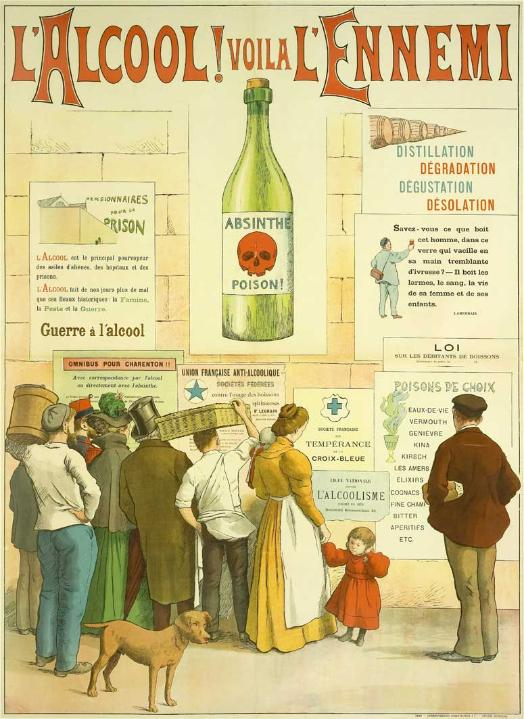
یک پوستر قرن نوزدهم از فرانسه در حال هشدار دادن به عموم در مورد خطرات الکلیسم

الکلیسم (به انگلیسی: Alcoholism) یا مِی‌بارگی عبارت است از هر نوع مصرف بیش از اندازهٔ الکل که منجر به آسیب شدید به سلامت جسم یا روان فرد شود. بر سر مفهوم الکلیسم اختلاف وجود دارد از این رو نشانه‌هایی که از سوی اکثریت پذیرفته شده‌است در رده‌های اختلال استفاده از الکل (دی‌اس‌ام-۵) و اعتیاد به الکل (آی‌سی‌دی-۱۱) جای می‌گیرد که هر یک در منابع مربوط به خود به‌طور کامل توضیح داده شده‌است.
استفادهٔ بیش از اندازه از الکل می‌توان به تمام اندام‌های زنده آسیب برساند اما بیش از همه بر مغز، قلب، کبد، لوزالمعده و دستگاه ایمنی اثر می‌گذارد. الکلیسم می‌تواند منجر به بیماری روانی، هذیان خمری، اِشکال در حافظهٔ نزدیک، ایراد در پاسخ دستگاه ایمنی، تپش قلب نامنظم، سیروز کبد و افزایش خطر ابتلا به سرطان شود.
نوشیدن الکل در دوران بارداری می‌تواند باعث ناهنجاری‌های جنینی ناشی از الکل شود. زنان معمولاً نسبت به مردان در برابر آثار مخرب الکل آسیب پذیرتر هستند، این می‌تواند به دلیل وزن کمتر، توان کمتر در سوخت و ساز الکل و نسبت چربی بالاتر در بدن باشد. در دستهٔ کوچکی از افراد، مصرف طولانی مدت، شدید و نادرست الکل منجر به آسیب به توانایی شناخت و درک فرد و زوال عقل می‌شود.
محیط و ارث دو عامل در ایجاد تمایل در افراد به مصرف نادرست الکل است. اما استرس و اختلالات مربوط به آن مانند دلشوره، فاکتور کلیدی در تمایل به الکلی شدن است چون مصرف الکل به صورت زودگذر می‌تواند احساس ناراحتی را کاهش دهد. عوامل محیطی از جمله فرهنگ و اجتماع، سطح استرس فرد، میزان دسترسی به الکل و ارزان بودن آن همگی می‌تواند ریسک تمایل به مصرف نادرست الکل را بالا ببرد. از دیدگاه پزشکی، الکلیسم به‌طور همزمان یک بیماری جسمی و روحی در نظر گرفته می‌شود. از این رو معمولاً برای تشخیص بیماری نخست به فرد یک پرسشنامه داده می‌شود تا به آنها پاسخ دهد و پس از آن برای تأیید داده‌ها و تشخیص نهایی، اطلاعات و آزمایش‌های بعدی صورت می‌گیرد.
برای پیشگیری از گسترش الکلیسم در جامعه‌ها تلاش شده تا سطح استرس افراد پایین آورده شود، فروش الکل متعادل تر و محدودتر شده (بخصوص به افراد جوانتر از سن قانونی)، بر روی الکل مالیات گذاشته شده تا قیمت آن بالاتر رود و آموزش در زمینهٔ مصرف درست الکل بیشتر شده‌است.
به دلیل مشکلاتی که ترک الکل می‌تواند برای فرد ایجاد کند، فرایند کنار گذاشتن این عادت باید با دقت بالا صورت گیرد؛ از این رو چندین شکل برای درمان الکلیسم پیشنهاد شده‌است. در یک روش استفاده از داروهای بنزودیازپین مانند دیازپام پیشنهاد شده‌است. البته همهٔ پزشکان چنین درمانی را نمی‌پسندند. همچنین ممکن است داروهایی مانند آکامپروسات، نالتروکسان و دی‌سولفیرام هم توصیه شوند تا فرد کمتر به نوشیدن روی بیاورد. بیماری‌های روانی و اعتیاد به دیگر مواد می‌تواند فرایند ترک الکل را بسیار پیچیده کند. از این رو روش‌های درمان گروهی و گروه‌های حمایت از بیماران الکلی تشکیل شده‌اند تا مانع از بازگشت فرد به الکل شوند. برای نمونه می‌توان به گروه الکلی‌های گمنام اشاره کرد که در این زمینه بسیار فعال اند.
بر پایهٔ برآورد سازمان جهانی بهداشت از سال ۲۰۱۶ نزدیک به ۳۸۰ میلیون الکلی در جهان شناسایی شده‌است. همچنین از سال ۲۰۱۵ نزدیک به ۱۷ میلیون الکلی در آمریکا شناسایی شده‌اند که ۷ درصد بزرگسالان را شامل می‌شود همچنین ۷۰۰ هزار تن از میان‌ها افراد ۱۲ تا ۱۷ سال اند. الکلیسم بیشتر در میان مردان و جوانان دیده می‌شود. از نظر جغرافیایی کمتر از همه در آفریقا (۱٫۱ درصد از جمعیت) و بیشتر در اروپای شرقی (۱۱ درصد از جمعیت) را تشکیل می‌دهد. الکلیسم به تنهایی باعث مرگ ۱۳۹۰۰۰ تن در سال ۲۰۱۳ شد که نسبت به سال ۱۹۹۰ با ۱۱۲۰۰۰ مرگ، تعداد مرگ و میرهای بیشتری را شامل می‌شود. برآورد می‌شود در مجموع ۳٫۳ میلیون مرگ (۵٫۹ درصد از کل آمار مرگ و میر) ناشی از الکل باشد. الکلیسم امید به زندگی افراد را نزدیک به ۱۰ سال کوتاه‌تر می‌کند. در سال ۱۹۷۹ سازمان جهانی بهداشت استفاده از واژهٔ الکلیسم را منع کرد چون به نظر معنی دقیقی را ارائه نمی‌کند و بیان داشت که استفاده از سندرم وابستگی به الکل مناسب تر است.

## نشانه‌ها
ریسک وابستگی به الکل در رده‌های پایین نوشیدن آغاز می‌شود این ریسک با حجم الکل نوشیده یا الگوی دفعات نوشیدن زیاد که منجر به مستی کامل می‌شود ارتباط مستقیم دارد هرچه تعداد مست کردن‌های مقطعی بیشتر باشد خطر وابستگی نیز بیشتر است.

### مصرف نادرست در بلندمدت
از جمله ویژگی‌هایی که در افراد الکلی دیده می‌شود، کاهش حساسیت بدن نسبت به الکل است به عبارت دیگر فرد الکل بیشتری مصرف می‌کند اما اثر کمتری در بدنش نمود پیدا می‌کند؛ از سوی دیگر وابستگی جسمی به الکل است که کنترل مصرف برای فرد بسیار دشوار می‌شود به همین دلیل این افراد تمایل بسیار زیادی در مصرف الکل دارند. هر دوی این ویژگی‌ها در کنار هم یعنی دریافت تأثیر کمتر از الکل و وابستگی جسمی به آن باعث می‌شود که فرد الکلی در کنترل خود هنگام نوشیدن کم توان باشد. افراد الکلی در معرض ناهنجاری‌های روانی اند و احتمال خودکشی در آن‌ها بالا است. افسردگی یکی از مشکلات رایج در میان افراد الکلی است.

### نشانه‌های وضعیت هشدار
از جمله نشانه‌های هشداردهنده دربرابر الکل می‌توان به موارد زیر اشاره کرد:
- مصرف روزافزون الکل و مستی‌های پی در پی.
- درگیر مصرف الکل شدن تا حدی که نسبت به کارهای دیگر بازبمانند.
- پیمان بستن با خود که نوشیدن الکل را کنار بگذارند و هر بار این پیمان شکسته شود.
- ناتوانی در به یاد آوردن رویدادها در هنگام نوشیدن اینکه چه چیزی گفته شد یا انجام شد.
- تغییر شخصیت فرد در رابطه با الکل
- انکار وابستگی به الکل یا بهانه آوردن برای نوشیدن
- ناتوانی در انجام مسئولیت‌ها در محل کار یا تحصیل
- بی‌تفاوتی نسبت به بهداشت، ظاهر، ازدواج، کار و مشکلات اقتصادی
- آسیب به سلامت، ازدست دادن اشتها، عفونت‌های تنفسی یا افزایش اضطراب[۳۰]

#### جسمی

##### اثرات کوتاه-مدت
نوشیدن الکل تا حدی که باعث شود محتوای الکل خون (BAC) بین ۰٫۰۳ تا ۰٫۱۲ درصد باشد معمولاً باعث تغییر خلق و خوی فرد و احتمالاً سرخوشی می‌شود، همچنین اعتماد به نفس فرد بالا می‌رود، روابط اجتماعی اش بهتر می‌شود و اضطرابش از بین می‌رود. احتمالاً فرد دچار برافروختگی ناشی از الکل می‌شود، قضاوتش در مورد مسائل دچار ایراد می‌شود اما ماهیچه‌ها هنوز به خوبی کار می‌کنند. اگر با نوشیدن الکل، محتوای الکل خون فرد بین ۰٫۰۹ تا ۰٫۲۵ درصد قرار گیرد فرد دچار لتارژی می‌شود، آرامش سراسری پیدا می‌کند (دردهایش کاهش می‌یابد)، تعادل خود را از دست می‌دهد و دیدش تار می‌شود. اگر غلظت الکل خون بین ۰٫۱۸ تا ۰٫۳۰ درصد باشد فرد به شدت دچار گیجی می‌شود، نمی‌تواند درست صحبت کند، نمی‌تواند درست راه برود، پیوسته زمین‌می‌خورد (تلو تلو می‌خورد)، سرگیجه دارد و بالا می‌آورد. اگر غلظت الکل خون بین ۰٫۲۵ تا ۰٫۴۰ درصد باشد فرد دچار حالت بهت می‌شود، هشیاری خود را از دست می‌دهد، حافظهٔ کوتاه مدت او دچار مشکل می‌شود. به شدت بالا می‌آورد که این بالا آوردن هنگامی که فرد هشیاری بالایی ندارد می‌تواند باعث خفگی و مرگ فرد شود. دچار افسردگی تنفسی می‌شود (که خود آن می‌تواند مرگ آور باشد). غلظت الکل بین ۰٫۳۵ تا ۰٫۸۰ درصد می‌تواند باعث شود فرد به کما برود، افسردگی تنفسی پیدا کند و احتمالاً به دلیل مسمومیت ناشی از الکل جان بدهد.

#### اثرات بلندمدت
نوشیدن بیش از یک نوشیدنی در روز برای زنان و دو نوشیدنی برای مردان می‌تواند باعث افزایش احتمال ابتلا به بیماری‌های قلبی، فشار خون بالا، فیبریلاسیون دهلیزی و سکته مغزی شود. احتمال ابتلا به این بیماری‌ها اگر فرد عادت به مست کردن‌های مقطعی دارد، بیشتر هم می‌شود. علاوه بر این خطر خشونت و تصادف هم برای این افراد وجود دارد. برآورد می‌شود که سالانه نزدیک به ۳٫۳ میلیون مرگ (۵٫۹ درصد از کل مرگ و میرها) ناشی از الکل است. الکلی بودن، امید به زندگی افراد را تا ۱۰ سال کاهش می‌دهد. همچنین مصرف الکل سومین عامل مرگ زودرس در آمریکا است. مصرف نادرست و بلندمدت الکل می‌تواند باعث سیروز کبد، پانکراتیت، صرع، پلی‌نورپاتی، نشانگان ورنیکه–کورساکوف، بیماری قلبی-عروقی، کمبود مواد مغذی در بدن و سوء جذب، زخم گوارشی و ناکارآمدی جنسی شود. اگر مصرف الکل همواره زیاد و بدون توقف باشد می‌تواند باعث آسیب به دستگاه عصبی مرکزی و دستگاه عصبی پیرامونی شود. دامنهٔ گسترده‌ای از ضعف‌های دستگاه ایمنی و شکنندگی در استخوان بندی بدن ممکن است اتفاق بیفتد از این رو احتمال ایجاد شکستگی در استخوان‌های فرد به دلیل هر حادثه ای خیلی معمول است.
اثرات بلندمدت وابستگی به الکل در زنان زودتر از مردان نمود پیدا می‌کند؛ همچنین نرخ مرگ در اثر وابستگی به الکل در زنان بیشتر از مردان است. از جمله اثرات مصرف بلندمدت الکل در زنان می‌توان به آسیب مغزی، کبدی و قلبی اشاره کرد. علاوه بر این احتمال ابتلا به سرطان سینه افزایش می‌یابد. مصرف زیاد و بلندمدت الکل تأثیر منفی بر باروری زنان می‌گذارد، عدم تخمک‌گذاری، به هم ریختن چرخه قاعدگی و یائسگی زودتر از جملهٔ این اثرات است.
افرادی که تاریخچه ای از مست کردن‌های مقطعی دارند و به درستی الکل مصرف نمی‌کنند ممکن است دچار کتواسیدوز شوند.

#### اثرات روانی
مصرف نادرست الکل در بلندمدت می‌تواند مجموعه ای از مشکلات روانی را برای فرد ایجاد کند. مشکلاتی شناختی فراوان‌ترین مشکلات این افراد است. نزدیک به ۱۰ درصد عوامل ایجاد کنندهٔ زوال عقل، به گونه ای مرتبط با مصرف الکل است. از این رو مصرف نادرست الکل تبدیل به دومین عامل اصلی ایجاد زوال عقل در افراد شده‌است. مصرف بیش از حد الکل به مغز آسیب می‌زند و با گذر زمان کم‌کم سلامت روان فرد را تحت تأثیر قرار می‌دهد. در این گونه افراد، به دلیل آسیب الکل به مغز، به‌ویژه قشر پیش‌پیشانی آن، مهارت‌های اجتماعی به شدت آسیب می‌بیند. برای نمونه این افراد از روی تغییر چهرهٔ انسان‌ها و نوای گفتار آن‌ها متوجه احساس آنها نمی‌شوند؛ نظریه ذهن آنها دچار مشکل می‌شود، نمی‌توانند مفهوم شوخی و طنز را درک کنند. معمول‌ترین مشکلات روانی مرتبط با مصرف نادرست الکل عبارتند از اختلال اضطراب و افسردگی عمده. مشکلات روانی فرد معتاد به الکل در هنگام ترک آن بدتر می‌شود اما با مقاومت فرد و ادامهٔ فرایند ترک، این مشکلات کم‌کم ناپدید می‌شوند. مصرف نادرست الکل می‌تواند باعث ایجاد روان‌پریشی، کنفوزیون و سندرم ارگانیک مغز هم بشود اما گاهی با اسکیزوفرنی اشتباه گرفته می‌شود. ایجاد و شدت گرفتن اختلال ترس اثر مستقیم با مصرف نادرست الکل در بلندمدت دارد.
در بسیاری منابع به همزمانی اختلال افسردگی عمده و الکلیسم اشاره شده‌است. در میان موارد چندابتلایی دو دستهٔ بزرگ وجود دارد، دسته ای که بازه‌های افسردگی با ترک مصرف الکل (به هرشکلی نه لزوماً نوشیدنی) ازبین رفته‌است و دستهٔ دیگر که با ترک الکل همچنان در افسردگی باقی مانده‌اند. استفاده از دیگر انواع مخدرها می‌تواند خطر ابتلا به افسردگی را بالاتر ببرد. بسته به جنسیت افراد مشکلات روانی ناشی از الکل می‌تواند متفاوت باشد در زنان معمولاً اختلالات روانی به صورت چند ابتلایی میان بیماری‌های اختلال افسردگی عمده، اضطراب، اختلال ترس، پرخوری عصبی، اختلال اضطراب پس از سانحه (PTSD) یا اختلال شخصیت مرزی روی می‌دهد. در مردان الکی چندابتلایی میان بیماری‌های اختلال شخصیت خودشیفته، اختلال شخصیت ضداجتماعی، اختلال دوقطبی، اسکیزوفرنی، اختلال کنترل تکانه و اختلال کمبود توجه بیش‌فعالی (ADHD) روی می‌دهد. معمولاً زنان الکلی بیش از دیگر زنان تعرض جنسی و خشونت خانگی را تجربه می‌کنند از این رو با مشکلات روحی بیشتری روبرو می‌شوند و هر بار بیشتر به الکل روی می‌آورند.

## تشخیص

### تعریف
استفادهٔ نادرست، مشکل در استفاده، سوء استفاده و استفادهٔ بالا از الکل همه به گونه ای با الکلیسم ارتباط دارد و می‌تواند برای فرد استفاده کنند مشکلات جسمی، اجتماعی و حتی اخلاقی ایجاد کند. در سال ۲۰۰۵، وزارت کشاورزی ایالات متحده آمریکا مصرف متوسط الکل را برای مردان حداکثر دو نوشیدنی الکلی استاندارد در روز و برای زنان حداکثر یک نوشیدنی الکلی در روز تعریف کرده‌است. مؤسسهٔ ملی سوء مصرف الکل و الکلیسم آمریکا (NIAAA) اعلام کرده که مردانی که در هفته بیش از ۱۴ نوشیدنی استاندارد یا در روز بیش از ۴ نوشیدنی مصرف می‌کنند در خطر مشکلات ناشی مصرف الکل قرار می‌گیرند این مقدار برای زنان ۷ نوشیدنی در هفته یا ۳ نوشیدنی در روز است.